# Irresponsable capitán Tylor
Irresponsable Capitán Tylor (無責任艦長タイラー Musekinin Kanchō Tairā?) es una animación japonesa basada en la serie de novelas del escritor japonés Hitoshi Yoshioka. Sus 26 episodios fueron emitidos en 1993 por TV Tokyo. Fue producida por algunas de las compañías de estudio más grandes de Japón, como Big West, King Record y VAP. En España el anime y los OVAs han sido licenciados por Jonu Media y emitidos en Buzz.

## Argumento
En un futuro distante, tecnológicamente avanzado, Tylor es un misterioso joven sin un propósito en la vida, con un estado mental que es difícil de determinar y con facilidad para escapar de situaciones cercanas a la muerte con una actitud infantil. Ni siquiera se da cuenta cuando está en peligro. Tylor tropieza a su manera en la armada del espacio, y pronto gana la orden de un destructor, el Soyokaze (Brisa), para asombro de su teniente, Yamamoto. Resulta mucho para la consternación de Yamamoto, que este barco se considera la vergüenza del ejército, a donde van todos los tipos de personajes que no deberían estar en una nave espacial (Yamamoto y Yuriko Estrella parecen ser los únicos reclutas a bordo que son mentalmente aptos). Sin embargo, gracias al liderazgo excéntrico de Tylor, estos inadaptados llegan a ser finalmente los salvadores colectivos de la humanidad.
Las dos mayores potencias del espacio son La Fuerza Espacial de Planetas Unidos y el Imperio Raalgon (extraterrestres parecidos a elfos).
Uno de los puntos más grandes de la disputa dentro del cuento es la competencia verdadera de Tylor, ya que varios personajes dicen "No puedo decidir si es un idiota o un genio".

## Personajes

### Fuerza Espacial de Planetas Unidos
- Justy Ueki Tylor: Hombre extraño e irresponsable. Tiene 20 años, se unió a la Fuerza Espacial de Planetas Unidos porque pensó que sería una vida fácil, frustró sin querer un complot terrorista para raptar y matar a un almirante jubilado de la FEPU cuando trató de entregar tarde un cheque. Por salvar la vida de un héroe de guerra, Tylor fue promovido a Capitán de corbeta y colocado en la orden del destructor espacial Soyokaze (donde van todos los problemáticos y no deseados). Tylor sale generalmente de cualquier situación relativamente ileso, evitando múltiples tentativas de asesinato y derrotando los grupos enemigos que lo superan en número. No obedece realmente las reglas, utilizando su autoridad como capitán para cambiar cualquier situación que pueda parecer demasiado tensa para él. También puede convencer fácilmente a la tripulación de hacer cualquier cosa (por ejemplo permitirles llevar ropas cómodas, competencias de trajes de baño, y permitir al cirujano beber mientras opera la cirugía). La FEPU. y el Imperio de Ralgon debaten constantemente si Tylor es la mente militar más brillante o un afortunado imbécil. Lo que es indudable es que Tylor tiene dos talentos: puede convencer a cualquier persona de cualquier cosa solo hablando, y si no puede convencerlo al menos lo marea tanto que todos terminan haciendo lo que él dice solo para hacerlo callar.
- Comandante Yamamoto: Es un hombre recto y exageradamente estricto. Yamamoto es el primer oficial del Soyokaze y siempre da un aire de profesionalismo al equipo. Constantemente enfurecido por la falta de disciplina de Tylor y la desobediencia de las tropas, Yamamoto pasa mucho de su tiempo libre en la oficina del médico tomando tranquilizantes o utilizando el neuro-clenser. Yamamoto ve a Tylor como un tonto y torpe, pero él se encuentra dividido entre obedecer el código y a su oficial superior, y decir a la FEPU lo que pasa realmente. Sin embargo, siempre está listo para recibir órdenes. Espera obtener su propia nave algún día.
- Comandante Yuriko Estrella: Ella se unió a la FEPU para darle sentido a su vida y obedece las reglas en cada situación. Ella, a diferencia de Yamamoto, no tiene problemas en decirle a Tylor que ha hecho algo mal e incluso abofetearlo cuando se pasa de la raya. Yuriko trata de no darle importancia a su ngénero: primero es soldado, y luego mujer. Es algo doloroso para ella cuando alguien comenta sobre la atracción obvia de Tylor hacia ella, puesto que nunca ha usado su belleza para tomar ventajas. Yuriko es una de las oficiales más razonables y dirigentes del Soyokaze.
- Enfermera Harumi: Asignada al Soyokaze como asistente del médico, la hermosa Harumi tiene a cada hombre a bordo formando fila en la enfermería por cosas secundarias como cortes en los dedos o dolores de estómago. Harumi es muy profesional con todos ellos, pero parece tener un interés grande en el capitán. Resulta que ella es una espía de Raalgon, enviada para aprender, rastrear, y finalmente matar a Tylor. Él logra evitar casi sin saberlo sus planes de aseninato (impresionando aún más a los Raalgons) y apenas aportar algo para el espionaje, pero Tylor la deja permanecer en la nave ya que cree que ella no pone en bastante peligro al Soyokaze y su tripulación.
- Marines: Dirigidos por el Teniente Andressen y el Maestro Sargento Cryborne. Por lo general juegan un papel secundario en la serie, con la excepción del Marine Jason; cuando algo inexplicablemente se rompe o explota, es el primero en ser culpado, y a menudo se le ve con una sierra mecánica. Su nombre es una obvia referencia a Jason de las películas de Viernes 13.
- Kojiro: Es piloto estrella de la nave, famoso por su misoginia, ya que no permite que ninguna mujer esté cerca de él o de su nave. A pesar de esto, Kojiro enseña a los voluntarios sus habilidades de piloto. Es muy impulsivo: a la menor provocación se la pasa peleando con los Marines.
- Emi y Yumi Hanner: Gemelas, hijas del Admirante Hanner, uno de los oficiales más condecorados de la FEPU. Conocieron a Tylor cuando este le hizo el favor a su padre de cambiar el cheque de su pensión y sin querer lo salva de un intento de asesinato. Ellas son rápidamente ascendidas y por la influencia de su padre piden ir a bordo de Soyokaze junto con Tylor. A bordo son entrenadas por Kojiro, quien renonoce que tienen talento.
- Almirantes Mifune y Fuji: Los oficiales superiores de Tylor; ellos saben que no tiene talento para ser capitán ni siquiera para trabajar en el departamento de pensiones, pero por los éxitos de Tylor son forzados a promoverlo. Intentaron matar a Tylor dos veces, y al no lograrlo enviaron al Soyokaze el Sector Degradación, lejos de la pelea y sobre todo muy lejos de los cuarteles de la FEPU.

### Imperio Raalgon
- Azalyn: Es la emperatriz. Tiene 16 años de edad, ya que tuvo que asumir el trono cuando era niña porque su padres fueron asesinados. Engañada por su consejeros, ataca a la FEPU asumiendo que ellos son los responsables. Como no tuvo una buena niñez, Azalyn debe ser fuerte para guiar al imperio, una tarea que no quiere tomar, debido a que tiene temor de fracasar.
- Wang: Es el consejero principal de la emperatriz, quiere el poder. Es un maestro en torcer las opiniones de la corte, forzando Azalyn a tomar sus decisiones, dejándole a cargo. Aun así, esta táctica no es suficiente, por lo que atenta contra la emperatriz esperando algún día tomar el poder.
- Capitán Dom: Es el comandante de una de las flotas de Raalgon, en contraste con el consejo habla sinceramente a la emperatriz. Dom gana la confianza de ésta y llega ser al que más valora. Dom está interesado en Tylor, siente que no sólo es un gran adversario, sino también un desafío que no cualquiera puede derrotar. Él fue quien asignó a Harumi para espiar en el Soyokaze, pero no la valora por la poca información que obtiene. Dom, como todos, no sabe si Tylor es un genio o un tonto con suerte.

## Doblaje

### México
- Justy Ueki Tylor por Gabriel Gama.
- Makoto Yamamoto por Martín Soto.
- Kim Kyung Hwa por Rocío Prado.
- Emi Hanner por Mayra Arellano.
- Yumi Hanner por Christine Byrd.
- Kojiro Sakai por Eduardo Garza.
- Yarumi/Harumi por María Fernanda Morales.
- Yuriko Star por Isabel Romo.
- Princesa Azalyn por Rossy Aguirre.